# Bernard de Waldeck
Bernhard von Waldeck (né en 1561 à Landau et mort le 11 mars 1591 à Iburg) est évêque d'Osnabrück de 1585 à 1591.

## Biographie
Bernard de Waldeck est le fils du comte Jean Ier de Waldeck-Landau et de sa femme Anne de Lippe comme cinquième de six enfants. Il appartient donc à la maison de Waldeck .
Waldeck devient évêque d'Osnabrück en 1585. L'affectation de Bernard de Waldeck à la dénomination catholique ou protestante se fait différemment. De la part du diocèse d'Osnabrück, il est maintenant évêque protestant. Cependant, il prête serment au concile de Trente.
Waldeck est un neveu de l'ancien évêque François de Waldeck.